# Кацуні
Кацу́ні, (фр. Katsuni), при народженні Селін Тран (фр. Céline Tran), нар. 9 квітня 1979 в м. Ліон, Франція) порноакторка. Раніше мала псевдонім Katsumi.

## Біографія
Має французько-в'єтнамські корені. Її батько — в'єтнамець, а родина матері — французи. Розмовляє і англійською, і французькою. 
У 18 років почала навчання в інституті політичних досліджень м. Гренобля, пізніше вирішила перейти до сучасної літератури, щоб стати професором літератури. 
У травні 2006 року перенесла операцію зі збільшення грудей від розміру 85B до 90D.

### Порноіндустрія
Навчаючись, виступала як Go-Go танцюристка в нічних клубах. Там її помітив фотограф журналу «Penthouse» і запропонував фотосесію. Вона уклала контракт як модель Penthouse, продовжуючи заняття в інституті. Знялась у своєму першому порнофільмі у 2001, в режисера Алена Пає, приблизно у віці 23 років, і відтоді з'явилася в понад 200 порнофільмах. 
2002 року підписала ексклюзивний контракт із порностудією Colmax, знімаючись у фільмах Крістофера Мортьє. Між тим також з'явилася в кількох секс-телесеріалах і кількох кліпах, зокрема «Funky Maxime» гурту Doc Gyneco, а також як VIP танцюристка в нічних клубах. У тому ж році, після приблизно 20 фільмів, розірвала контракт з Colmax. Кацуні вирішила перейти на міжнародний рівень і виїхала до США. Вона грала головним чином у gonzo фільмах, особливо коли ті припускали садомазохізм. Також знімалась у своїх перших порнофільмах з великим бюджетом для компаній Vivid, Ninn Worx, Wicked Pictures і Digital Playground.
У грудні 2006 року підписала ексклюзивний контракт із Digital Playground. 2006 року знялась у фільмі компанії Destricted під назвою «We fuck alone», знятому Гаспарам Ное, прем'єра якого відбулась на фестивалях «Санденс» і Каннському кінофестивалі 2006. Потім Рокко Сіффреді запросив її зіграти в своєму останньому фільмі як акторку, «Fashionistas Safado: The Challenge».
У травні 2006 року перенесла операцію зі збільшення грудей від розміру 85B до 90D. Її перший фільм з імплантами — «French conneXion», знятий Марком Дорселем на початку 2007 року. Тим часом позувала для обкладинки «Marquis», фетиш аніме журналу. На початку 2007 року також підписала ексклюзивний контракт з одним з лідерів порнофільмів у США, американською компанією Digital Playground.
Між 2002 і 2008 роками Кацуні отримала не менше 29 міжнародних нагород, міжнародне визнання і репутацію в порноіндустрії, але була засуджена за використання сценічного імені за рішенням суду Créteil в січні 2007 року. 
Молода жінка на ім'я Mary Katsumi подала позов наприкінці 2006 року через те, що порноакторка використосувала псевдонім, ідентичний її імені. Сценічний псевдонім «Katsumi» (загальне ім'я в Японії для обох статей) було заборонено до використання французьким суддею в січні 2007. Після цього вона обрала нинішній псевдонім. У вересні 2007 року їй було наказано виплатити 20 000 євро за порушення цієї заборони, протягом 40 днів після рішення суду.
Продовжила діяльність як порноакторка і розвивала кар'єру танцюристки, виступаючи на сценах у Франції, Італії та США. Вона почала кар'єру як продюсерка і режисерка, керуючи власною продюсерською компанією в США.
У липні 2008 року виходить фільм «Katsuni, My Fucking Life», знятий Марком Дорселем. Тривалістю чотири години, документальний фільм показує життя Кацуні протягом року, на зйомках фотосесій і порнографічних сцен і в її повсякденному, приватному житті в Лас-Вегасі.
2009 року Katsuni висунута на премію в Лас-Вегасі як Best Adult Entertainer, of the Year, за її роботу танцюристки в американських клубах. 20 жовтня 2009 акторка отримала три нагоди Hot d'Or. 24 жовтня, вона брала участь у передачі, «On n'est pas couché» Лорана Рукуіра на каналі France 2, де обговорювала з журналістом Еріком Земмурі і літературним критиком Еріком Нолл майбутнє порноіндустрії.
2013 року стала однією з 16 акторок документального фільму Дебори Андерсон «Збуджена» (англ. «Aroused»).

## Нагороди
- 2004: European X Award for Best Actress (France)[5]
- 2004: AVN Award for Best Anal Sex Scene — Multiple P.O.V. (а також Жиззель & Майкл Стефано)
- 2005: AVN Award for Female Foreign Performer of the Year[6]
- 2005: AVN Award for Best Anal Sex Scene — Lex Steele XXX 3 (а також Лексінгтон Стіл)[6]
- 2006: AVN Award for Female Foreign Performer of the Year[7]
- 2006: AVN Award for Best Interactive DVD — Virtual Katsuni[7]
- 2006: AVN Award for Best Anal Sex Scene — Cumshitters (а також Мануель Феррара)[7]
- 2006: AVN Award for Best Tease Performance — Ass Worship 7[7]
- 2007: AVN Award for Female Foreign Performer of the Year[8]
- 2007: AVN Award for Best Supporting Actress (Video) — Fashionistas Safado — The Challenge[8]
- 2007: AVN Award for Best Group Sex Scene (Film) — Fuck (а також Кармен Гарт, Кірстен Прайс, Міа Смайлз, Ерік Мастерсон, Кріс Кеннон, Томмі Ганн і Ренді Спірс)[8]
- 2007: AVN Award for Best All-Girl Sex Scene (Film) — Fuck (а також Джессіка Дрей, Фелісія, Clara G.)[8]
- 2007: Ninfa Prize for Best Actress — French Connection[9]
- 2008: AVN Award for Best Sex Scene in a Foreign-Shot Production — Furious Fuckers Final Race (з дев'ятьма іншими акторами)[10]
- 2009: Hot d'Or for Best French Actress — Pirates II: Stagnetti's Revenge[11]
- 2009: Hot d'Or for Best Actress Blog[11]
- 2011: AVN Award for Best All-Girl Group Sex Scene — Body Heat[12]
- 2011: AVN Award (The Fan Awards) for Wildest Sex Scene — Body Heat[12]
- 2011: XBIZ Award for Foreign Female Performer of the Year[13]
- 2012 XBIZ Award for Crossover Star of the Year[14]